# أمريسفيل
أمريسفيل (بالألمانية: Amriswil) هي إحدى بلديات مقاطعة أربون في كانتون تورغاو في سويسرا. تبلغ مساحتها 19.02 كيلومتر مربع، ويقدر عدد سكانها بـ 13113 نسمة (حسب تعداد ديسمبر 2015).

## القرى المحلية
تضم بلدية أمريسفيل القرى التالية:
| اسم القرية | اسم القرية   |
| بالعربية   | بالألمانية   |
| ---------- | ------------ |
| موليباخ    | Mühlebach    |
| هاغنفيل    | Hagenwil     |
| بيزنهوفن   | Biessenhofen |
| أوباخ      | Oberaach     |
| نيدرآخ     | Nideraach    |
| شوخرسفيل   | Schocherswil |
| آونهوفن    | Auenhofen    |

## أعلام
- هانس مولر
- إلوين فريدريك
- غوتفريد ويلينمان الابن